# Milovan Rajevac
Milovan Rajevac (ser. Милован Рајевац, ur. 2 stycznia 1954 w Čajetinie) – serbski piłkarz grający na pozycji obrońcy.

## Kariera piłkarska
Karierę piłkarską Rajevac rozpoczął w klubie Borac Čačak. W latach 1975–1978 występował w jego barwach w drugiej lidze jugosłowiańskiej. W 1978 roku odszedł do FK Crvena zvezda. W klubie tym grał przez rok, a następnie na sezon odszedł do FK Vojvodina. W latach 1980–1984 ponownie występował w drugoligowym Boracu Čačak, a od początku 1985 do lata 1986 roku był piłkarzem Slobody Užice, w której zakończył karierę.

## Kariera trenerska
Po zakończeniu kariery piłkarskiej Rajevac został trenerem. W 1996 roku samodzielnie objął zespół Slobody Užice. W 2004 roku wrócił do pracy trenera i krótko prowadził FK Crvena zvezda. W latach 2006–2007 był trenerem FK Vojvodina, a w 2008 roku został szkoleniowcem Boracu Čačak. W tym samym roku został mianowany selekcjonerem reprezentacji Ghany, z którą awansował na Mistrzostwa Świata 2010 i Puchar Narodów Afryki 2010.